# 밀타운 학살
밀타운 학살(Milltown Massacre)은 1988년 3월 16일 벨파스트의 밀타운 공동묘지에서 세 명의 아일랜드 공화국군 임시파(PIRA) 요원의 장례식이 치러지는 가운데, 얼스터 방위협회(UDA) 요원 마이클 스톤이 수류탄과 권총으로 조문객들을 공격한 사건이다. 스톤이 차도로 도망가자 사람들이 그를 쫓았고, 스톤은 수류탄을 던지고 권총을 쏘면서 저항했다. 결국 붙잡힌 스톤은 마구 구타를 당하다가 경찰에게 구조된 뒤 체포되었다. 3명의 사망자와 60명 이상의 부상자가 발생했다. 이 사건은 텔레비전 뉴스로 실시간 중계되었고 세계를 충격에 빠뜨렸다.
3일 뒤 스톤 때문에 죽은 세 명의 장례식이 치러지는 가운데 영국 군인 두 명이 사복을 입고 장례식 현장에 찾아왔다. 그러나 조문객들은 이것이 스톤의 테러를 반복하려는 시도라고 판단하고 그들을 끌어내 쫓아냈다. 이 두 군인은 나중에 PIRA에게 사살되었다(하사들의 참살).